# Demetrio O'Daly

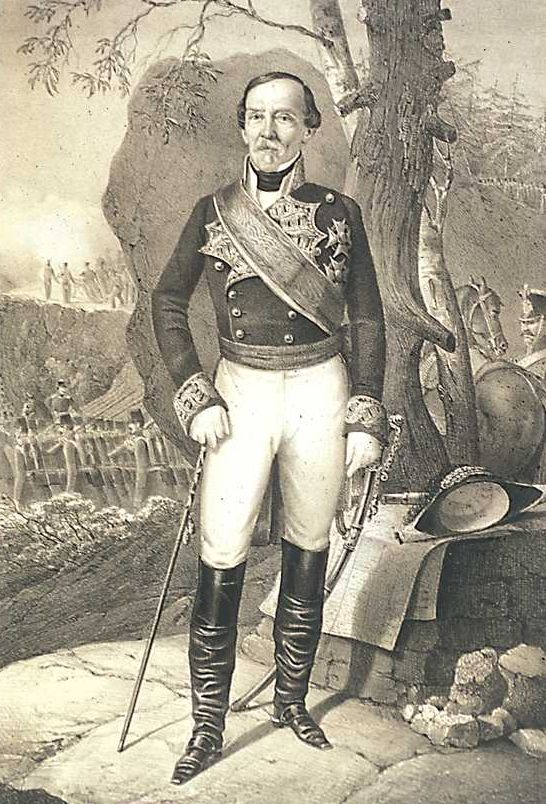
Demetrio O'Daly, litografía de Luis Carlos Legrand para el Estado Mayor del Ejército Español de Pedro Chamorro y Baquerizo, 1854. Biblioteca Nacional de España.

Demetrio O'Daly y Fernández de la Puente (San Juan, Puerto Rico, 26 de enero de 1780-Madrid, 24 de octubre de 1860) fue un militar español de ideología liberal, partícipe en el pronunciamiento de Riego, tras el que obtuvo el rango de mariscal de campo y fue elegido diputado a Cortes por la Capitanía General de Puerto Rico, con los votos (18) de los ciudadanos de Santo Domingo, Cuba y Puerto Rico residentes en España.

## Biografía
Hijo de Thomas O'Daly, coronel de ingenieros de origen irlandés destinado en San Juan de Puerto Rico, y de María Gertrudis Fernández de la Puente, con cinco años fue enviado por sus padres a Sevilla al cuidado de su abuelo. Con doce ingresó como cadete en el Regimiento de Infantería de Burgos. Combatió en la guerra del Rosellón contra la Francia revolucionaria y luego, con el cambio de alianzas, participó en el Ejército de Operaciones de Portugal en 1807. Al estallar la Guerra de la Independencia española se puso a las órdenes del general Castaños, con quien ya había servido, y se halló en la batalla de Bailén. Tras participar en diversas acciones militares y resultar herido dos veces, en septiembre de 1810 obtuvo en Cádiz el empleo de comandante. Concluida la guerra, en 1815 se incorporó con su batallón al cuerpo de Ejército que a las órdenes de Castaños ocupó el Rosellón y, con empleo de brigadier, en el marco de la Séptima Coalición, luchó en Waterloo. Destinado al ejército de la Isla de León, en julio de 1819 fue acusado de participar en una conspiración destinada a restaurar la Constitución de Cádiz y detenido junto con Evaristo Fernández de San Miguel y otros generales. Al pronunciarse Riego en Las Cabezas de San Juan logró fugarse del castillo de San Sebastián de Cádiz e incorporarse a las fuerzas sublevadas, de las que sería uno de los cinco generales que las encabezaron.
Masón y comunero, en los Papeles reservados de Fernando VII aparece fichado como «de los Sansculotes de la Ysla, Mariscal de Campo y Diputado de Cortes».
Ascendido a mariscal de campo tras el triunfo del pronunciamiento y elegido diputado por Puerto Rico para la primera legislatura  del Trienio Liberal (julio de 1820 a febrero de 1822), defendió en las Cortes la separación del gobierno civil y la capitanía militar en Puerto Rico y la consideración de la isla como una provincia española más. Sustituyó a Francisco Copons y Navia a finales de agosto de 1822 como capitán general de Castilla la Nueva, comprendiendo la comandancia general de Madrid. En el ejercicio del cargo ordenó al teniente coronel Juan de Paredes, fiscal instructor de la causa por los sucesos del 7 de julio, le entregase las sumarias abiertas contra José Martínez de San Martín, Carlos Herón, Prudencio de Guadalfajara, duque de Castroterreño, el príncipe de Santo Mauro y Carmen Galán, medida aprobada por el Tribunal especial de Guerra y Marina que acordó la separación de las causas contra los miembros de la Guardia Real sublevados —la que inicialmente había sido confiada a Paredes, a quien se devolvía— de la que pudiera denominarse causa política, en la que Paredes pretendía incluir al Gobierno completo por inacción o negligencia y a los considerados conspiradores cercanos al trono. Al hacerlo, el tribunal acusaba a Paredes de haberse extendido a formar causas distintas de las que se le habían confiado, sin formar las causas separadas previstas por la ley e invadiendo competencias de la justicia ordinaria, al tiempo que elogiaba el patriotismo de O'Daly, contra el que Paredes había presentado una reclamación.
A mediados de enero de 1823 salió al encuentro de Jorge Bessières que, al frente de una nutrida partida absolutista, se aproximaba a Madrid. El encuentro habría tenido un desigual resultado, pues O'Daly, al que el exaltado y, según Galdós, «insolente y desvergonzado» El Apéndice al Zurriago tachaba de «burro peor que el de un yesero», perdió la artillería, embarrada al «apoderarse de un barranco», en tanto Juan Martín Díez, el «Empecinado», «el campeón de la libertad», al frente de una pequeña división de ochocientos hombres habría puesto en fuga a los facciosos a los que persiguió hasta Brihuega, donde cesó la persecución al recibir noticias de la derrota de O'Daly. Afín a los zurriaguistas, Juan Romero Alpuente, que habló contra O'Daly en la reunión de la Sociedad Landaburiana del 26 de enero, atribuyó la actuación de O'Daly a ignorancia o traición. Lo cierto es que Bessières, al frente de cuatro mil hombres, había tomado Brihuega y hasta allí llegó el 23 de enero O'Daly al frente de la Milicia Nacional voluntaria de Madrid y la Milicia provincial Bujalance, salida de Alcalá de Henares. En total unos tres mil hombres, con la ventaja sobre la columna de Bèssieres de disponer de artillería, lo que hizo pensar a O'Daly que podía obtener una fácil victoria sobre la tropa de Bèssieres, sin formación militar y mal armada, lanzándose al ataque el 24 por la mañana, al ser informado de los padecimientos sufridos por la población y sin esperar al Empecinado, que tres días antes había salido de Madrid para reforzar a O`Daly. Pero las condiciones meteorológicas, en medio de un temporal de viento y lluvia, hicieron que los cañones imprudentemente instalados en un suelo blando en los cerros próximos a la plaza resultasen inútiles, al hundirse en el terreno, y Bessières pudo aprovechar su superioridad numérica para desbaratar al ejército atacante y hacerse con la artillería. Además, conocedor de la llegada del Empecinado, tuvo tiempo de prepararle una emboscada y obligarle a huir en completo desorden. Llegada a Madrid la noticia de la derrota de Brihuega, según escribió en sus Memorias Antonio Alcalá Galiano, «los comuneros y todos los a ellos agregados, alzaron el grito contra el Gobierno; los indiferentes y pacíficos temblaron, temiendo ver la población hecha presa de un alboroto dentro de su recinto y combatida desde fuera por los rebeldes vencedores».
Con la invasión de los Cien Mil Hijos de San Luis y la restauración del absolutismo se exilió a las Antillas y luego a Burdeos. En 1834, muerto Fernando VII, regresó a España y, reintegrado en el Ejército, en septiembre fue nombrado gobernador militar de Cartagena. En mayo de 1841 fue separado del cargo y arrestado a la espera del juicio en consejo de guerra que se le abrió por haber permitido o tolerado que un bergantín de guerra de la marina inglesa remolcase al falucho Delfín, de la misma nacionalidad, que se hallaba retenido en el puerto de Cartagena por contrabando y a disposición del tribunal de rentas. Del juicio, celebrado en Valencia en octubre del mismo año, salió absuelto por unanimidad.